# Bobină Tesla
O bobină Tesla este un circuit de transformator rezonant electric conceput de inventatorul Nikola Tesla în 1891. Aceasta este o metodă utilizată pentru a produce electricitate în curent alternativ atât de înaltă tensiune, cât și de joasă tensiune, de înaltă frecvență.
Tesla a folosit aceste circuite pentru a efectua experimente inovatoare în iluminatul electric, fosforescență, generarea de raze X, fenomene de curent alternativ de înaltă frecvență, electroterapie și transportul energiei electrice fără fire. Circuitele bobinelor Tesla au fost utilizate comercial în emițătoare de radio sparkgap pentru telegrafie fără fir până în anii 1920 și în echipamente medicale cum ar fi electroterapia și dispozitivele cu radiații violete. Astăzi, utilizarea lor principală este pentru afișaje de divertisment și educație, deși bobinele mici sunt încă folosite ca detectori de scurgeri pentru sistemele cu vid înalt.

## Legături externe
- Bobină Tesla pe Curlie